# リンク不動産投資信託基金
リンク・リアル・エステート・インベストメント・トラスト（中国語：領展房地產投資信託基金 wiki；英語：Link Real Estate Investment Trust、Link REIT）は、2005年11月25日に香港証券取引所に上場され、香港で最初に上場した不動産投資信託会社である。時価総額ではアジア最大の不動産投資信託であり、小売を主な業務とする世界最大の不動産投資信託基金の一つ。
Link REIT は、香港証券先物規則第104条に基づき香港証券先物委員会による認可を受けた集団投資スキームであり、香港不動産投資信託コードの規定により規制される。
Link REITは、継続収益を得られる小売および事業用不動産（ホテルおよびサービスアパートメントを除く）に投資して管理する。その資産の組み合わせは安定的かつ多様なプラットフォームを提供し、より高い価値を創造する。現在、Link REITの資産は香港、オーストラリア、北京、上海、広州、深圳にある。香港のポートフォリオは現在126の不動産で構成されており、約8百万平方フィートの店舗があり、香港以外の地域では（中国国内およびオーストラリアを含む）6つの不動産を持ち、約6百万平方フィートの店舗とオフィススペースがある。また、当社の開発プロジェクトの第一弾である「The Quayside」（ザ・キーサイド；中国語：海濱匯）は2019年に完成され、香港の本社として機能する。「The Quayside」はランドマーク的なA級オフィスビルであり、空中庭園がある。三階のショッピングモールと十七階の事務所で構成されており、環境に配慮した様々な設備を備えている。例えば、発電床や、特別に設計された扇風機や、外壁に設置する騒音防止フィンなどがある。テナントには、「JPMorgan Chase」（ジェー・ピー・モーガン・チェース）、「We Work」（ウィーワーク）、「Gammon Construction」（ギャモン・コンストラクション）など。2019年、フィッチ・レーティングスは初めてLink REITに長期発行体テフォルト格付とシニア無担保債を付与した。いずれも「A」に格付けされており、見通しを「ステーブル」と評価された。また、ムーディーズは当社に「A2」の発行体格付けで、S&P グローバル・レーティングは「A」の格付けを付与している。
2019年6月、Link REITは中期目標の「ビジョン2025」を発表し、2025年までの期間におけるポートフォリオの年率を定め、一桁台の高い複利成長率を達成することを目指している。Link REITは、香港で上場している不動産投資信託基金として「香港ハンセン株価指数」と「ハンセン企業持続性指数」の構成銘柄になった。また、当社は世界で代表的な株価指数である「DJSI Asia Pacific」（DJSI アジア・パシフィック インデックス）や「FTSE4Good Index Series」（フッチー・フォー・グッド・ インデックス・シリーズ）などの構成銘柄に選定された。2020年、『フォーブス』は「フォーブス・グローバル2000」を発表した。Link REITは、世界の不動産会社の中で5位、アジアでは1位にランクされている。

## 歴史
Link REITの資産は、香港住宅管理局（The Hong Kong Housing Authority、HA）から小売資産と駐車場をスピンオフしたことに由来する。2015年11月25日、当時「The Link RealEstate Investment Trust」（ザー・リンク・リアル・エステート・インベストメント・トラスト）として知られるLink REITは、香港証券取引所に上場された（証券コード：0823）。 Link REITは、香港で最初に上場した不動産信託基金であり、当時最大の民営化プロジェクトである。上場以来、Link REITは公共部門から独立して運営されている。

## 業務發展

### 目的と投資戦略
Link REITの主な目的は、継続的かつ長期的成長性をもって受益証券保有者に対して、受益証券１口ごとに安定的な分配を行うことである。リンク・アセット・マネジメント・リミテッドは、以下の投資戦略を執行することで、この目標を達成することを目指している。 
```
1.長期的に保有する不動産に投資すること 
2.長期的な収益の成長性及び資本増加力に潜在性を有し、継続的に収益をもたらす不動産に重点を置くこと 
3.広範囲にわたり多様性のあるポートフォリオを維持すること 
```

### 中国国内のプロジェクト
2015年4月、中国国内初の不動産プロジェクトとして「EC Mall」(イー・シー・モール；中国語：北京歐美匯購物中心)を買収。同年8月、上海の「Link Square」(リンク・スクェア；中国語：領展企業廣場)を買収し、中国国内初のオフィスビル投資となった。
その後、2017年5月に広州初の投資先として「Metropolitan Plaza」（メトロポリタン・プラーザー；中国語：西城都薈廣場）を買収。
2018年11月26日、北京の通州区にある「Jingtong Roosevelt Plaza」（ジントン・ローゼベルト・プラーザー；中国語：京通羅斯福廣場）の持分を25億6000万元（約28億9000万香港ドル）で全て購入したと発表した。北京では二件目、中国一級都市では四件目の買収プロジェクトである。
2019年2月20日、Link REITは、個人投資家から深圳市福田中心区福華一路3号に位置する「Central Walk Shopping Mall」（セントラル・ウォーク・ショピング・モール；中国語：深圳中心城商場）の持分を66億元（約74億香港ドル）で全て購入。

### グリーンボンド
2016年7月、Link REITは香港とアジアの不動産会社を対象とした初のグリーンボンドを発行し、持続可能な開発を支援するとともに、グリーンファイナンスを推進していく。2026年満期のグリーンボンドは5億米ドル固定金利債で、2.875%の金利であり、香港企業で最低利回りの一つ。債券の格付けはムーディーズが「A2」、S&P グローバル・レーティングが「A」となっている。九龍東にあるA級オフィスビルである「The Quayside」でのジョイントベンチャー開発も、グリーンボンドの収益の一部で賄われている
2019年3月、Link REITは、転換社債型グリーンボンドの発行に成功し、世界での不動産業者または香港上場企業の初である。40億香港ドルの債券は金利1.6%に固定され、1口あたり109.39香港ドルの転換価格でLink REITの新基金単位に換算できる。同債券に関し、「Sustainalytics」（サスタイネーリティクズ）はS&P グローバル・レーティングが提供するセカンドオピニオンを受けており、香港品質保証機関もセカンドオピニオンを提供している。その後、2020年3月、Link REIT は初めてDBS銀行と持続可能性のパフォーマンスに連動した融資契約を締結し、もし、当社が持続可能な開発の基準を満たしている場合は、金利の引き下げが適用される。融資は5年間で総額2億1200万豪ドルである。